# Andrzej Tęczyński (zm. 1536)

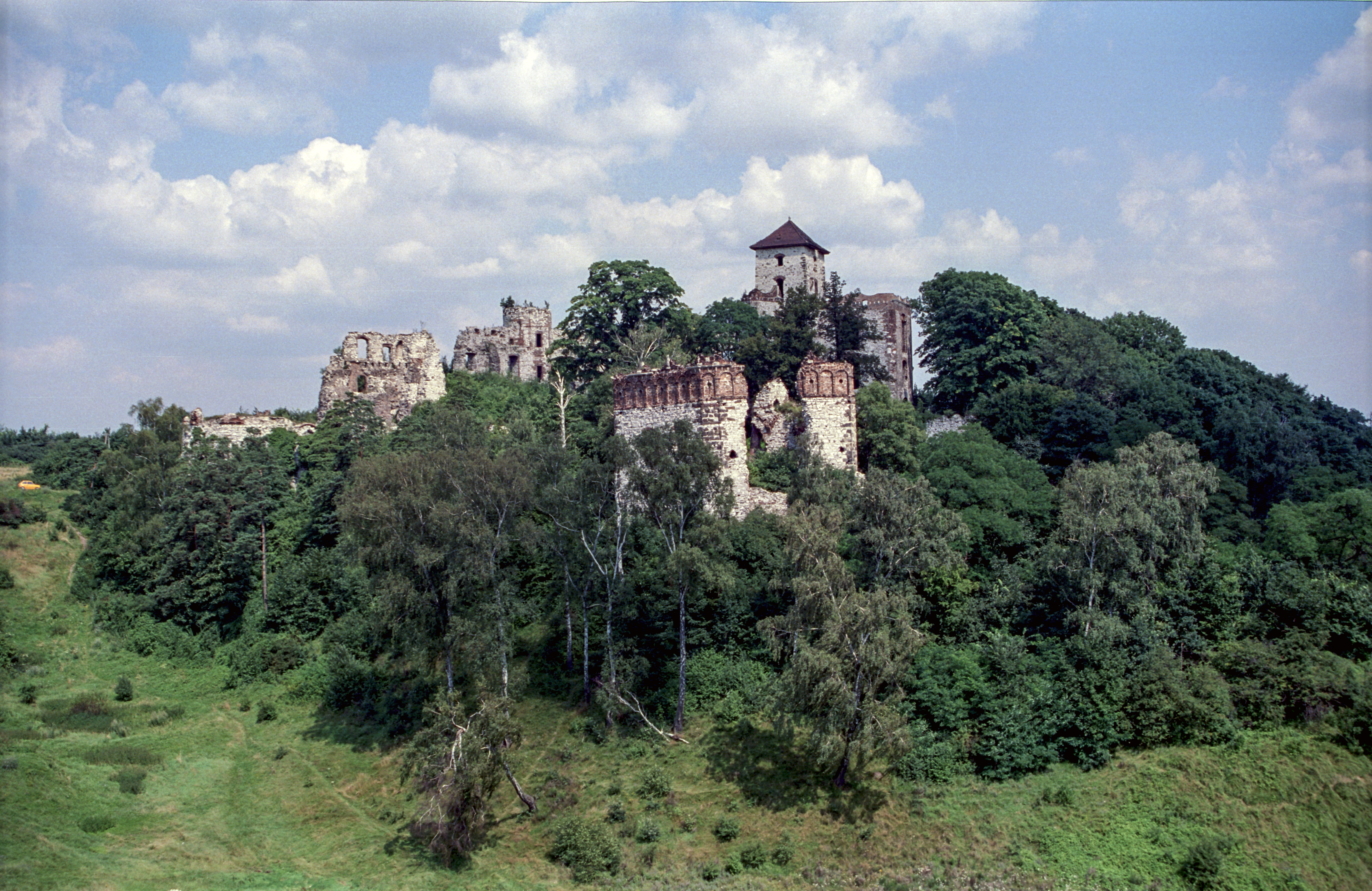
Zamek Tenczyn

Andrzej Tęczyński herbu Topór (ur. ok. 1480, zm. 2 stycznia 1536) – polski szlachcic, wojewoda lubelski, wojewoda sandomierski, wojewoda krakowski, kasztelan krakowski, hrabia Świętego Cesarstwa Rzymskiego.

## Życiorys
Pochodził z możnowładczego, najpotężniejszego w Małopolsce rodu Tęczyńskich, pieczętującego się herbem Topór. Poseł na sejm koronacyjny 1507 roku z województwa krakowskiego. W 1519 roku, decyzją sejmu piotrkowskiego, stanął na czele komisji, której zadaniem było "poprawienie statutów sprzecznych, usunięcie wadliwych oraz ujednolicenie prawa zwyczajowego". Wynikiem prac komisji była Formula processus. W latach 1526–1528 stał na czele komisji, której zadaniem było przygotowanie przyszłej egzekucji praw. Komisja miała zbadać całe obowiązujące prawo publiczne i prywatne oraz wskazać to, co wymaga naprawy. Ostatecznym efektem prac komisji była, opracowana w 1532 roku, Korektura praw.
Pozytywnie opisali go pisarze, między innymi Stanisław Orzechowski, który w Mowie na pogrzeb Zygmunta tak określił Jędrzeja Tęczńskiego: mały wzrostem, ale wielki umysłem i wymową, zaś w Dyjalogu około egzekucyjej VI pisał o nim: jeden z ludzi, którzy w radzie królewskiej Demostenesowi i Cyceronowi bardzo podobne. Zmarł bezpotomnie.

### Kariera
- 1503 – dworzanin królewski,
- 1510 – sekretarz królewski,
- 1510 – podkomorzy sandomierski,
- 1511 – kasztelan biecki,
- 1512 – referendarz koronny,
- 1515 – 1519 – wojewoda lubelski,
- 1519 – wojewoda sandomierski,
- 1527 – hrabia cesarstwa[5].
- 1527 – wojewoda krakowski,
- 1532 – kasztelan krakowski,

Poza tym piastował urzędy: starosty sandomierskiego, bełskiego, chełmskiego, trembowelskiego, krasnostawskiego, hrubieszowskiego, sokalskiego, ojcowskiego, ratneńskiego oraz tyszowieckiego.